# Kamisama no iu tōri
Pour plus de détails, voir Fiche technique et Distribution.
Kamisama no iu tōri (神さまの言うとおり, littéralement « comme Dieu vous l'a dit ») est un film japonais réalisé par Takashi Miike, sorti au Japon en 2014.
Il s'agit d'une adaptation du manga Jeux d'enfants scénarisé par Muneyuki Kaneshiro et dessiné par Akeji Fujimura.

## Scénario
Takahata Shun trouve son quotidien désespérément ennuyeux : toujours les mêmes cours, les mêmes copains, les mêmes conversations : il n’en peut plus de la routine. Il aimerait vivre quelque chose de plus palpitant ; mais il déchante bien vite lorsqu’un jour, la tête de son professeur explose. C’est le signal de départ pour un « 1, 2, 3 soleil » meurtrier auquel toute la classe se retrouve bientôt obligée de participer par un daruma. En quelques minutes, Shun devient le seul survivant. Il s’aperçoit que toutes les classes ont subi le même sort. Alors que les rescapés tentent d’échapper à la mort, tous se demandent : qui est l’instigateur de ces jeux sanglants ? Que cherche-t-il à faire en massacrant les élèves  ?

## Fiche technique
- Titre : Kamisama no iu tōri
- Titre original : 神さまの言うとおり (Kamisama no iu tōri?)
- Réalisation : Takashi Miike
- Scénario : Hiroyuki Yatsu (ja), d'après le manga Jeux d'enfants scénarisé par Muneyuki Kaneshiro et dessiné par Akeji Fujimura
- Musique : Kōji Endō
- Producteur : Hisashi Usui
- Production : As the Gods Will, OLM, Tōhō
- Pays d'origine :  Japon
- Langue originale : japonais
- Genre : film d'action
- Durée : 117 minutes
- Date de sortie :
- Japon : 15 novembre 2014

## Distribution
- Shun Takahata : Sōta Fukushi
- Akimoto Ichika : Hirona Yamazaki
- Amaya Takeru : Ryunosuke Kamiki
- Shoko Takase : Mio Yuki